# Санта-Фе (станция метро)
«Санта-Фе — Карлос Хауреги» (исп. Santa Fe – Carlos Jáuregui) — станция Линии H метрополитена Буэнос-Айреса. Расположена между станциями «Лас Эрас» и «Кордова».
Станция подземного типа с 2 боковыми платформами, двусторонняя. Верхняя часть станции, соединяет платформы с выходом на улицу. Станция имеет лестницы и эскалаторы, лифты; туалеты для инвалидов и общественный Wi-Fi.

## История
Открыта 12 июля 2016 года на действующем участке линии H в составе перегона Лас Эрас — Кордова.

## Галерея

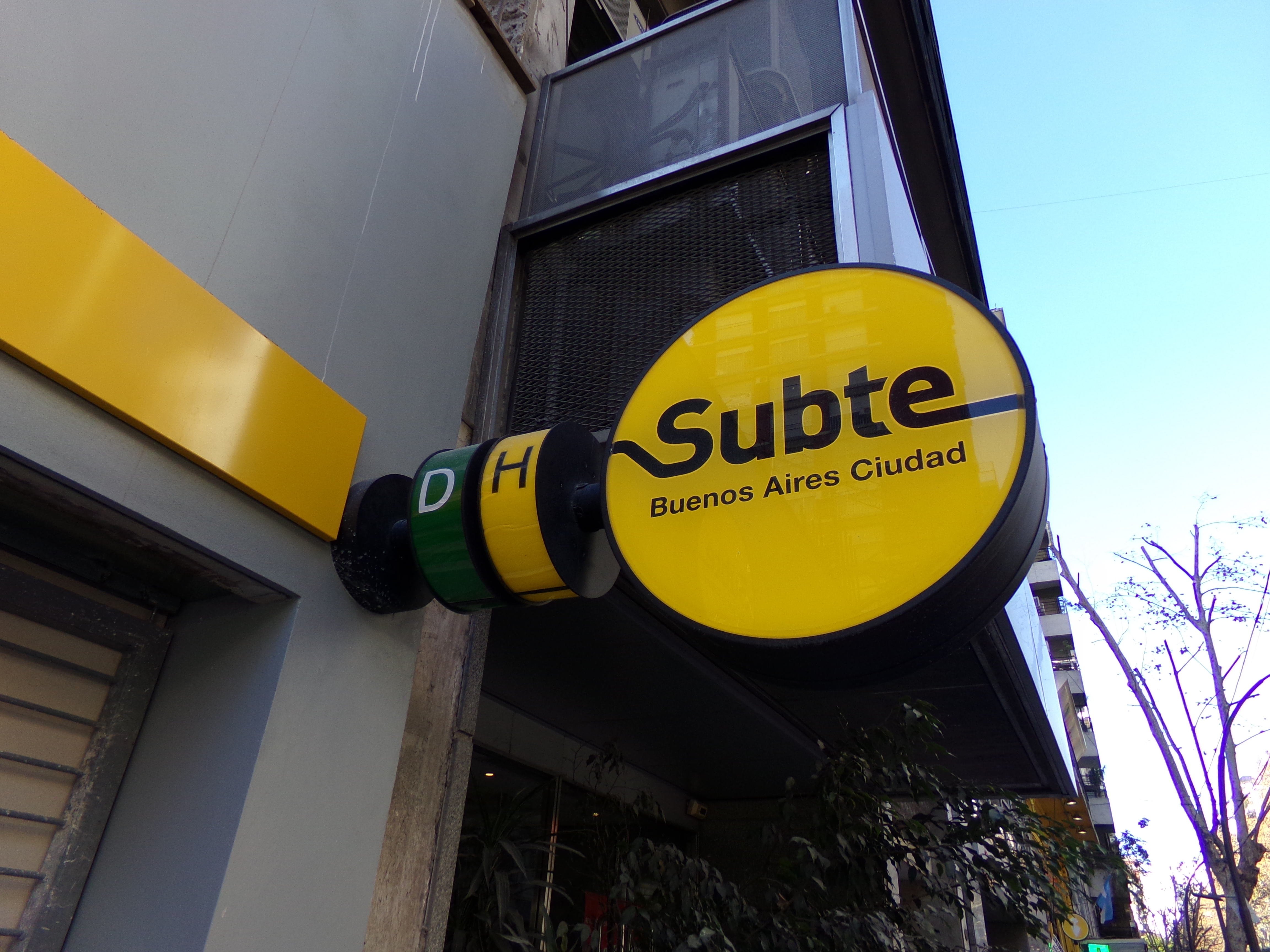
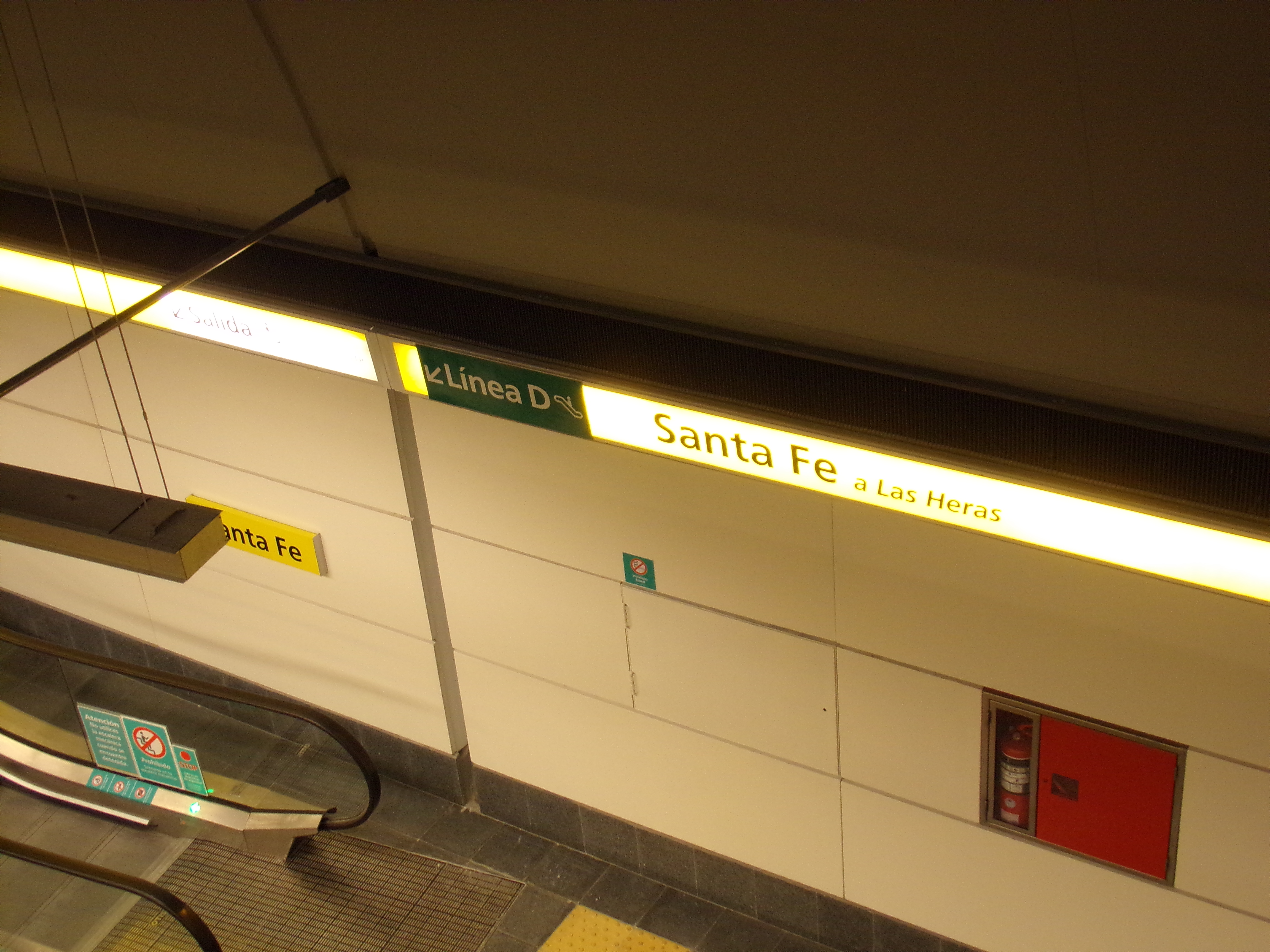
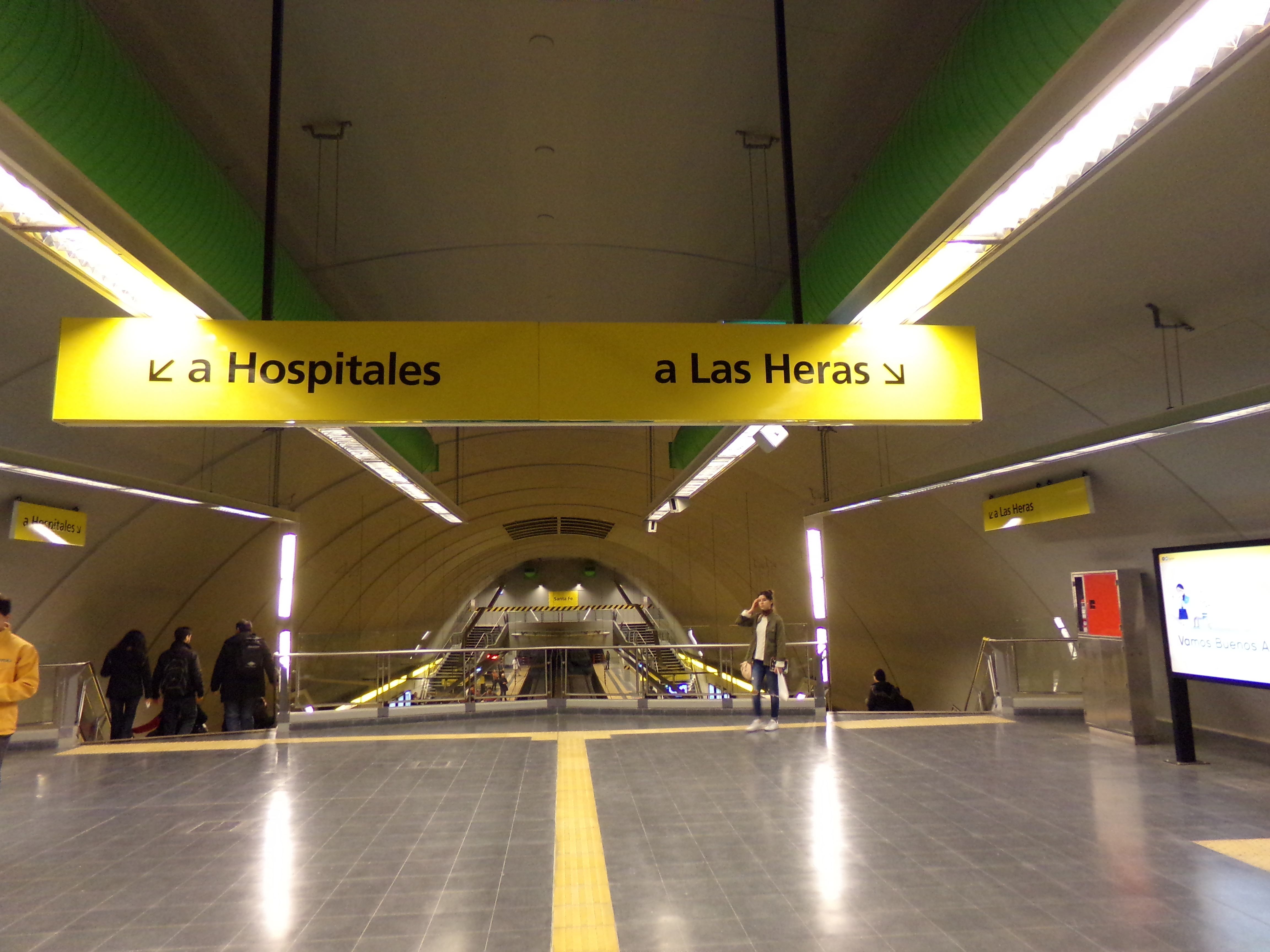
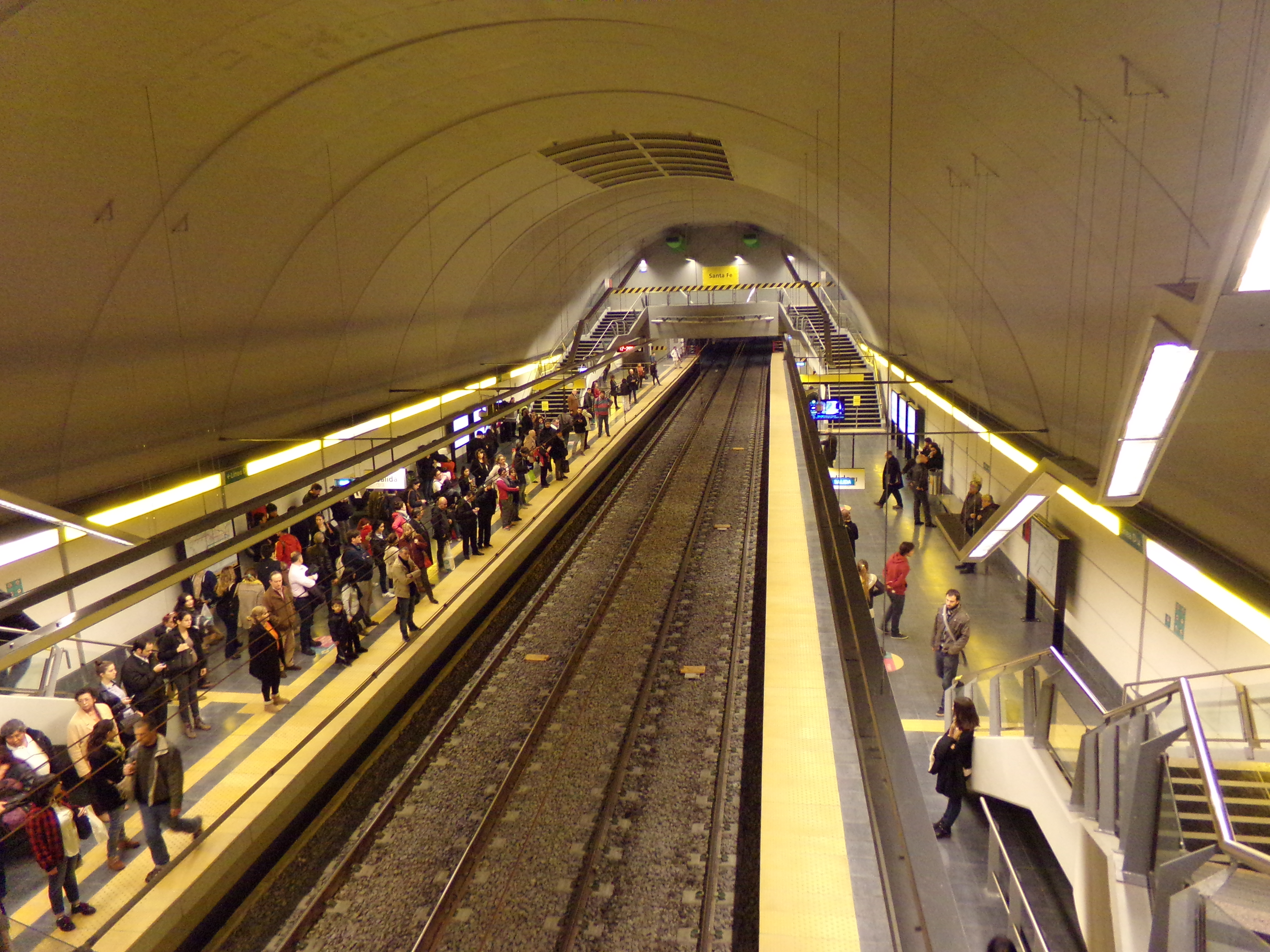
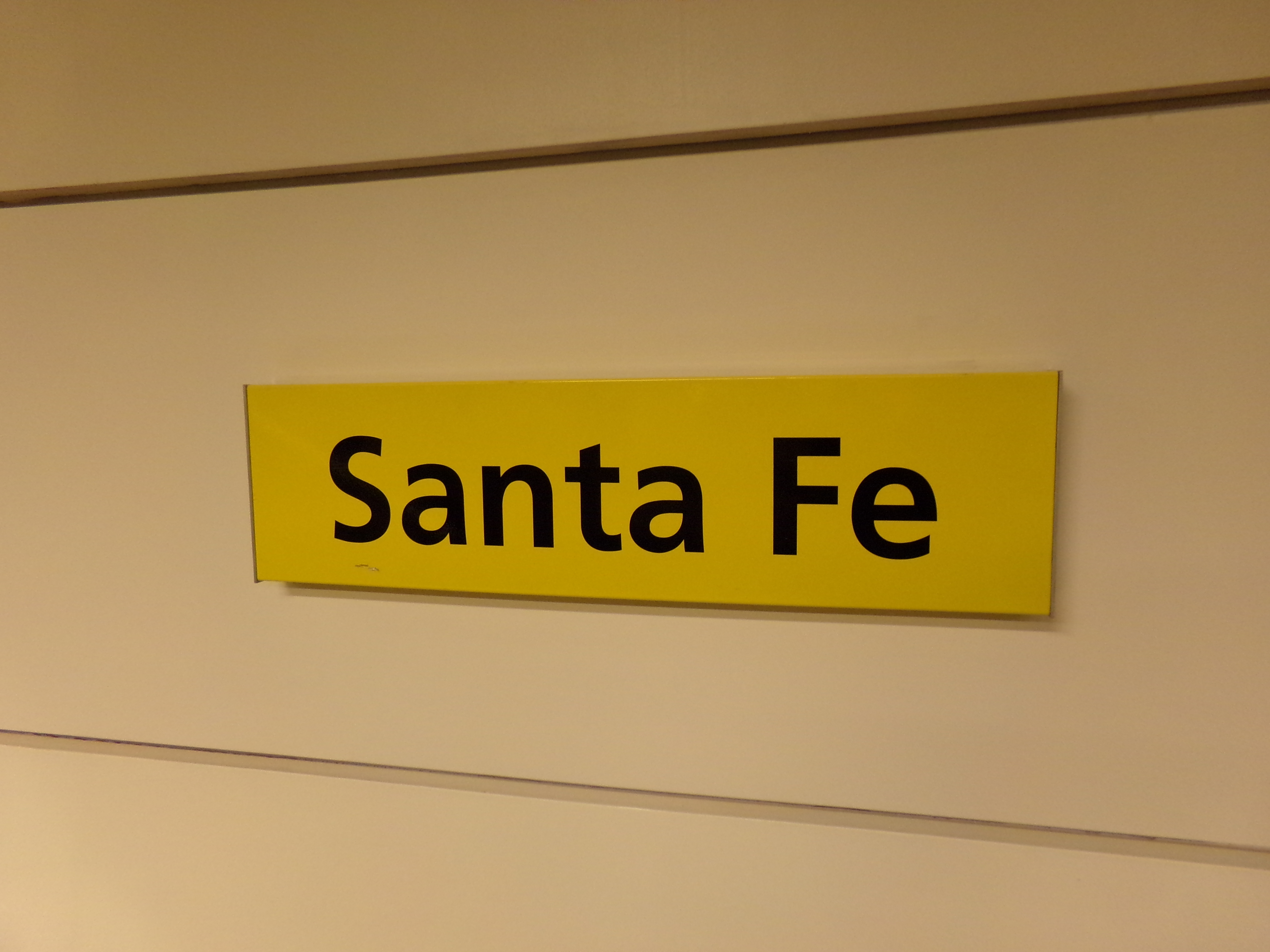
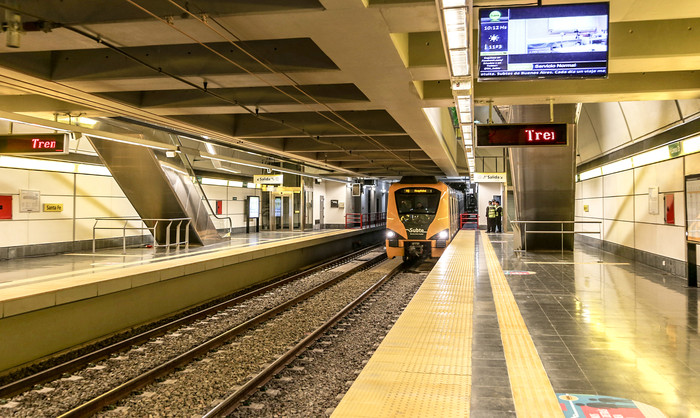